# Echinostoma
Genre
Echinostoma est un genre de trématodes de la famille des Echinostomidae.

## Liste d'espèces
Plus de 140 espèces sont reconnues dans ce genre[réf. nécessaire] :
- Echinostoma academicum Skrjabin, 1915
- Echinostoma acanthoides (Rudolphi, 1819)
- Echinostoma acuticauda Nicoll, 1914
- Echinostoma aegyptiacum Khalil & Abaza, 1924
- Echinostoma alepidotum Dietz, 1909
- Echinostoma aliud Nicoll, 1914
- Echinostoma americanum Perez Vigueras, 1944
- Echinostoma amuriense (Petrochenko & Khrustaleva, 1963)
- Echinostoma amurzetica Petrotschenko & Jegorova, 1961 (ou  Echinostoma amurzeticum)
- Echinostoma annulatum (Diesing, 1850)
- Echinostoma anseris Yamaguti, 1939
- Echinostoma aphylactum Dietz, 1909
- Echinostoma apiculatum (Rudolphi, 1803)
- Echinostoma armatum Fuhrmann, 1904
- Echinostoma armigerum Barker & Irvine, 1915
- Echinostoma asiaticum Mendheim, 1943
- Echinostoma attenuatum Lumsden & Zischke, 1963
- Echinostoma audyi Lie & Umathevy, 1965
- Echinostoma australasianum Nicoll, 1914
- Echinostoma australe Johnston, 1928
- Echinostoma azerbaidjanicum Kasimov, Vaidova & Feizullaev, 1959
- Echinostoma bancrofti Johnston, 1928
- Echinostoma barbosai Lee & Basch, 1966
- Echinostoma bhattacharyai Verma, 1936
- Echinostoma bolschewense (Kotova, 1939)
- Echinostoma callawayense Barker & Noll, 1915
- Echinostoma caproni Richard, 1964 [1]

- Echinostoma chasma Lal, 1939
- Echinostoma chloephagae Sutton & Lunaschi, 1980
- Echinostoma chloropodis (Zeder, 1800)
- Echinostoma cinetorchis Ando & Ozaki, 1923
- Echinostoma citellicola Kadenatsi, 1957
- Echinostoma coalitum Barker & Beaver, 1915
- Echinostoma coecale Bashkirova, 1941
- Echinostoma columbae Zunker, 1925
- Echinostoma condignum Dietz, 1909
- Echinostoma coronale Kurova, 1927
- Echinostoma corvi Yamaguti, 1935
- Echinostoma creed Verma, 1936
- Echinostoma crotophagae de Faria, 1909
- Echinostoma danubiana Olteanu, Lungu & Popescu, 1968
- Echinostoma deserticum Kechemir, Jourdane & Mas-Coma, 2002
- Echinostoma dietzi Skrjabin, 1923
- Echinostoma dilatatum (Fischer, 1840)
- Echinostoma donosoi Nasir, 1964
- Echinostoma echinatum (Zeder, 1803)
- Echinostoma echiniferum (La Valette, 1855)
- Echinostoma echinocephalum (Rudolphi, 1819)
- Echinostoma echymiperae Jones & Anderson, 1990
- Echinostoma eduardoi Ghosh & Chauhan, 1977
- Echinostoma elongatum Nicoll, 1914
- Echinostoma emollitum Nicoll, 1914
- Echinostoma equinatum-gigas Marco del Pont, 1926
- Echinostoma erraticum Lutz, 1924
- Echinostoma exechinatum Solov'ev, 1912
- Echinostoma exile Lutz, 1924
- Echinostoma fragosum Dietz, 1909
- Echinostoma friedi Toledo, Munoz-Antoli & Esteban, 2000
- Echinostoma fulicae Porter, 1921
- Echinostoma goldi Oshmarin, 1956
- Echinostoma gotoi Ando & Ozaki, 1923
- Echinostoma govindum Moghe, 1932
- Echinostoma gracile Perez Vigueras, 1944
- Echinostoma grande Bachkirova, 1946
- Echinostoma hangzhouensis Zhang, Pan & Chen, 1986
- Echinostoma hilliferum Nicoll, 1914
- Echinostoma hortense Asada, 1926
- Echinostoma hsui Yamaguti, 1958
- Echinostoma hystricosum Lie & Umathevy, 1966
- Echinostoma ignavum Nicoll, 1914
- Echinostoma ilocanum (Garrison, 1908)
- Echinostoma intermedium (Mehlis in Creplin, 1846)
- Echinostoma ivaniosi Mohandas, 1973
- Echinostoma jurini (Skvortsov, 1924)
- Echinostoma kashmirensis Chishti & Ahmad, 1992
- Echinostoma katsuradai Kurisu, 1930
- Echinostoma koisarense Ablasov & Ikasanov, 1959
- Echinostoma lahorensis Bhutta & Khan, 1974
- Echinostoma laticauda (Wesenberg-Lund, 1934)
- Echinostoma liei Jeyarasasingam, Heyneman, Lim & Mansour, 1972
- Echinostoma limicoli Johnston, 1920
- Echinostoma lindoense Sandground & Bonne, 1940
- Echinostoma londonense Khan, 1961
- Echinostoma longicirrus Verma, 1936
- Echinostoma luisreyi Maldonado, Vieira & Lanfredi, 2003
- Echinostoma macrorchis Ando & Ozaki, 1923
- Echinostoma mainitense Tubangui, 1939
- Echinostoma mendax Dietz, 1909
- Echinostoma mesotestius Solov'ev, 1912
- Echinostoma microrchis Lutz, 1924
- Echinostoma minimum Verma, 1936
- Echinostoma miyagawai Ishii, 1932
- Echinostoma multispinosum Perez Vigueras, 1944
- Echinostoma nairi Skrjabin & Popov, 1927
- Echinostoma necopinum Dietz, 1909
- Echinostoma neglectum Lutz, 1924
- Echinostoma nephrocystis Lutz, 1924
- Echinostoma nordianum (Bashkirova, 1941)
- Echinostoma nudicaudatum Nasir, 1960
- Echinostoma ochoterenai (Zerecero, 1943)
- Echinostoma operosum Dietz, 1909
- Echinostoma orlovi Romashov, 1966
- Echinostoma oxycephalum (Rudolphi, 1819)
- Echinostoma paracoalitum Sovetnikov, 1967
- Echinostoma paraensei Lie & Basch, 1967
- Echinostoma paraulum Dietz, 1909
- Echinostoma parcespinosum Lutz, 1924
- Echinostoma parvocirrus Nassi & Dupouy, 1988
- Echinostoma parvum Lutz, 1928
- Echinostoma pekinense Ku, 1937
- Echinostoma pinnicaudatum Nasir, 1961
- Echinostoma platensis Sutton & Lunaschi, 1994
- Echinostoma porteri Fashuyi, 1985
- Echinostoma pratense Ono, 1933
- Echinostoma pseudrevolutum Oshmarin, 1971
- Echinostoma ralli Yamaguti, 1934
- Echinostoma rehmani Rao & Niphadkar, 1963
- Echinostoma revolutum (Fröhlich, 1802)
- Echinostoma robustum Yamaguti, 1935
- Echinostoma rodriguesi Hsu, Lie & Basch, 1968
- Echinostoma rousseloti Dollfus, 1956
- Echinostoma rufinae Kurova, 1927
- Echinostoma sarcinum Dietz, 1909
- Echinostoma sisjakowi (Skvortsov, 1935)
- Echinostoma siticulosum Dietz, 1909
- Echinostoma stantschinskii Semenov, 1927
- Echinostoma stridulae (Reich, 1801)
- Echinostoma stromi Bashkirova, 1946
- Echinostoma sudanense Odhner, 1911
- Echinostoma tabulatum Mueller, 1897
- Echinostoma taiwanense Fischthal & Kuntz, 1981
- Echinostoma togoensis Jourdane & Kulo, 1981
- Echinostoma transfretanum Dietz, 1909
- Echinostoma travassosi Skrjabin, 1924
- Echinostoma turdi (Rudolphi, 1819)
- Echinostoma turkestanicum Kurova, 1927
- Echinostoma uitalicum Gagarin, 1954
- Echinostoma uncatum Dietz, 1909
- Echinostoma uncinatum (Zeder, 1903)
- Echinostoma uralense Skijabin, 1915 (ou Echinostoma uralensis Skrjabin, 1915)
- Echinostoma xenopi Porter, 1920
- Echinostoma yangxianensis Liu, Qiu & Xi, 1997